# Ampedus rubricus
Ampedus rubricus là một loài bọ cánh cứng trong họ Elateridae. Loài này được Say miêu tả khoa học năm 1825.